# Anyphaena cochise
Espèce
Anyphaena cochise est une espèce d'araignées aranéomorphes de la famille des Anyphaenidae.

## Distribution
Cette espèce est endémique d'Arizona aux États-Unis,. Elle se rencontre dans le comté de Cochise dans les monts Chiricahua.

## Description
Le mâle holotype mesure 5,44 mm.

## Étymologie
Son nom d'espèce lui a été donné en référence au lieu de sa découverte, le comté de Cochise.

## Publication originale
- Platnick, 1974 : The spider family Anyphaenidae in America north of Mexico. Bulletin of the Museum of Comparative Zoology, vol. 146, no 4, p. 205-266 (texte intégral).